# Zatoka Meksykańska
Zatoka Meksykańska (ang. Gulf of Mexico lub Gulf of America, hiszp. Golfo de México) – zatoka w zachodniej części Oceanu Atlantyckiego u wybrzeży Ameryki Północnej. Leży między półwyspami Jukatan i Floryda, od otwartego oceanu i Morza Karaibskiego ogradza ją wyspa Kuba. Z akwenem Morza Karaibskiego połączona jest przez Cieśninę Jukatańską, a z otwartym oceanem – Cieśniną Florydzką. Państwa leżące nad zatoką to Kuba, Meksyk i Stany Zjednoczone.
Powierzchnia zatoki wynosi ok. 1,6 mln km². Głębokość to średnia 1522 m, a maksymalna 5203 m. W rejonie zatoki panuje klimat zwrotnikowy z roczną sumą opadów 1000–1200 mm. Temperatura wód powierzchniowych wynosi zimą od 17–18 °C na północy do 24–24 °C na południu; latem 28–30 °C.
Uchodzą do niej m.in. Missisipi, Rio Grande i Colorado. Ważniejsze miasta nad zatoką to m.in.: Tampa, St. Petersburg, Pensacola, Mobile, Nowy Orlean, Beaumont i Houston (wszystkie w Stanach Zjednoczonych), Tampico, Tuxpan, Veracruz i Mérida (w Meksyku) oraz Hawana (na Kubie).
W zatoce wydobywane są ropa naftowa i gaz ziemny. W dniach 20-22 kwietnia 2010 roku doszło do eksplozji, pożaru i zatonięcia platformy wiertniczej Deepwater Horizon w wyniku czego miała miejsce katastrofa ekologiczna spowodowana powstałą plamą ropy naftowej, która wydostając się z uszkodzonej infrastruktury wykonywanego odwiertu dotarła do wybrzeży Luizjany.

## Nazwa
Obecną nazwę stosuje się na określenie zatoki co najmniej od końca XVI wieku. Można ją znaleźć m.in. w „The Principall Navigations, Voiages and Discoveries of the English Nation” Richarda Hakluyta z 1589 roku (jako Gulfe of Mexico) oraz na mapie włoskiego kartografa Baptisty Boazio z tego samego roku (jako Baye de Mexico).
Wśród innych nazw stosowanych historycznie do akwenu znajdowały się m.in. Golfo de Nueva España (pol. „Zatoka Nowohiszpańska”) czy Mar Di Florida (pol. „Morze Florydzkie”).
20 stycznia 2025 roku świeżo zaprzysiężony prezydent Stanów Zjednoczonych Donald Trump podpisał rozporządzenie wykonawcze, w którym m.in. 
nakazał sekretarzowi zasobów wewnętrznych podjęcie starań dotyczących zmiany nazwy dla części zatoki obejmującej morze terytorialne Stanów Zjednoczonych oraz wyłączną strefę ekonomiczną Stanów Zjednoczonych z Gulf of Mexico na Gulf of America (pol. Zatoka Amerykańska). Decyzja ta nie wpływa w żaden sposób na nazwy akwenu w nazewnictwie międzynarodowym (nazwa taka jest ustalana przez IHO), ani na nazwę w języku polskim (która jest ustalana przez KSNG).

## Granica
Południowo-wschodnia granicy zatoki jest przez Międzynarodową Organizację Hydrograficzną wyznaczona następująco:
Wzdłuż linii łączącej latarnię morską na przylądku Catoche w Meksyku z latarnią na przylądku San Antonio na Kubie, następnie wzdłuż brzegu wyspy aż do południka 83°W, wzdłuż tego południka na północ aż na szerokość geograficzną południowego krańca wysp Dry Tortugas (24° 35' N), następnie na wschód do Rebecca Shoal (82°35' W), następnie przez nie i przez Florida Keys aż do brzegu kontynentalnego USA na wschodnim krańcu Zatoki Florydzkiej.